# 91式機雷
91式機雷（きゅういちしききらい）は、日本の海上自衛隊が装備する機雷で、世界初の複合誘導型追尾上昇機雷である。

## 概要
航空機により中深度に敷設され敵水上艦・潜水艦の海峡通過、並びに上陸阻止を目的とする。技術研究本部により『K-RX1』（新型機雷（航空機用）として開発され、石川製作所が製造をしている国産機雷である。昭和58年度より開発が始まり、平成元年に開発完了。平成2年度に91式機雷の名称で制式化され、翌年度から調達が行われている。
平成25年度からは91式機雷の深深度化に関する研究が行われている。なお、うらが型掃海母艦に搭載されている機雷敷設装置3型は自衛隊が装備する総ての機雷を敷設可能である。
『防衛装備年鑑』では係維式機雷としているが、『技術研究本部50年史』では短係止による上昇機雷としている。

## 特徴
爆弾型の形状をしており、敷設された後は海底に鎮座する係維器と浮力を有する弾頭である缶体、そして両者を繋ぐ係維索（ワイヤー）により構成されている。目標を感知すると係維索が外れて缶体は浮力により浮上、その間も追尾しつつ目標に到達する仕組みになっている。缶体の展開翼は機械式でなく水力で展開し、溶解片の溶出により固縛を解除する。
これまでの上昇機雷は、80式機雷の様に目標を探知して以降はそのまま浮力かロケット噴射により浮上するだけであったが、91式は浮上中も目標を追尾し続ける点において世界初の装備である。その為に以下の特徴を有している。
- 係維器を筒型にしその内部に薄肉の缶体を収納することで、缶体の浮上するために必要な浮力と、航空機敷設時の耐振性、着水時の耐衝撃性を両立
- 音響測定により目標の速度・方位を浮上追尾前に予測することによる、中・高速目標の対応や攻撃範囲の拡大
- 低雑音性の潜水艦にも対応するためにパッシブ・ソナーだけでなく、磁気探知や測的にアクティブ・ソナーを用いた複合感応式
- 音響測的による定方位比例航法を行うために、傾斜計と方位計を用い地球重力・極北を基準とした姿勢制御を行なう上昇追尾方式

類似した装備として目標を感知すると魚雷を発射するキャプター機雷があるが、91式はそれらより本来の機雷寄りの装備と言える。